# Hank Häberle

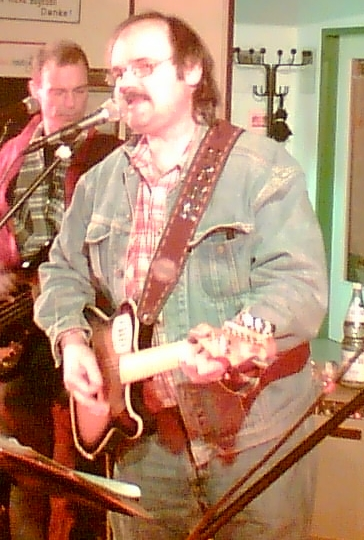
Hank Häberle in Rommelshausen (2006)

Hank Häberle jr. (* 7. Januar 1957 in Hemmingen als Bernhard Soppa; † 1. Januar 2007 in Stebbach) war ein deutscher Country-Musiker.

## Musik
Das musikalische Repertoire von „Spätzlescowboy“ Hank Häberle bestand einerseits aus Coverversionen bekannter Country- und Rock-’n’-Roll-Titel mit schwäbischen Texten wie Reng aus Feier (Ring of Fire, Johnny Cash), Uff goht's ihr Saftsäck (C’mon Everybody, Eddie Cochran), Härter als dr Rescht (Tougher than the Rest, Bruce Springsteen) oder Nemm den Bendl aus deim Hohr (Help Me Make It Through the Night, Kris Kristofferson), andererseits aus Eigenkompositionen.
Themen seiner Texte waren schwäbische Mentalität (Mir hend blos oin Fehler, Henner koine Mauldascha do?), das Schwabenland (I glaub mei Schwobaländle ruft noch mir, Hoim ens Schwobaland) oder Autos (I fahr GTI, V8-Big-Block), oft mit selbstironischen Passagen. Auch sozialkritischen Themen wie AIDS (Ääds oder geht's), Umweltverschmutzung (Dronda am Neckar), Saddam Hussein (Her uff Saddam) oder der Wiedervereinigung (Flichtlengswalzer, Dr Apratratra) fanden sich in seinem Repertoire.
Als Hommage an den VfB Stuttgart veröffentlichte er 1997 das Album I ben a bogglharter Fän vom VfB mit 14 Titeln.

## Tod
Hank Häberle starb in seiner Wohnung im Alten Stebbacher Rathaus zwischen dem 24. Dezember 2006 und dem 1. Januar 2007 an einem Magendurchbruch. Das genaue Todesdatum konnte auf Grund der Umstände nicht ermittelt werden. In seiner Todesanzeige wurde der 1. Januar angegeben.
Er ist auf dem Hemminger Friedhof in der Urnenwand beigesetzt worden, zusammen mit seiner Mutter, die nur ein Jahr später starb.
Häberle litt seit langem an Diabetes und hatte mehrere Alkohol-Entziehungskuren hinter sich.

## Diskografie
- I schwätz schwäbisch (1991)
- Derfs a bissle meh sei? (1992)
- Laif, wiascht & gfährlich 1 (1993)
- Laif, wiascht & gfährlich 2 (1993)
- Saudomm gloffa (1994)
- I fahr GTI (1995, Single)
- Irgendwie isch jeder ganz alloi (1995)
- Schbätzlesbrett statt Internet (1996)
- I ben a bogglharter Fän vom VfB (1997)
- Mir miasad schbara! (1997)
- Hank Häberle jr. – Meine Hits (2007, Best of)
- Du i gang jetzt fei (2008, Best of)

## Dies und das
- Der Name Hank Häberle jr. leitet sich von Hank Williams Jr. sowie dem typisch schwäbischen Namen Häberle ab.
- Häberle wurde seit Ende der 1990er Jahre fast ausschließlich für kleinere Veranstaltungen gebucht. Ein Höhepunkt seiner Karriere war ein Konzert 1991 im LKA Longhorn in Stuttgart.[2]